# La montagna del coraggio
La montagna del coraggio (titolo originale Courage Mountain, noto anche come Courage Mountain: Heidi's New Adventure ) è un film drammatico d'avventura americano del 1990 e funge da sequel del romanzo di Johanna Spyri Heidi, allontanandosi anche sensibilmente dall'ambientazione e dalla trama del popolare 'seguito' Heidi jeune fille, pubblicato da Charles Tritten a completamento della vicenda formativa adolescenziale. La pellicola è ambientata durante lo scoppio della Prima guerra mondiale con Heidi adolescente, nonostante il fatto che il romanzo originale di Spyri (nel quale Heidi ha 5 anni) sia stato pubblicato nel 1881.

## Trama
Nel 1915, durante la prima guerra mondiale, Heidi (chiamata Helen nella versione italiana), oggi quindicenne, vive ancora sulle Alpi svizzere con il nonno. Riceve da Madame Jane Hillary, la direttrice della scuola femminile Brookings School di Tivorno ( località immaginaria) in Italia, una lettera che le conferma che la sua domanda d'ammissione è stata accettata. Heidi ha i mezzi per poterci andare, dato che ha appena ricevuto una parte dell'eredità dalla nonna della sua amica Klara di Francoforte. Il nonno vuole che Heidi sfrutti al meglio l'opportunità in modo che possa prendersi cura di se stessa quando lui se ne sarà andato. Sebbene inizialmente riluttante, quando viene a sapere che il suo amico Peter si è arruolato nell'esercito, accetta l'invito.
All'inizio Heidi non è in grado di adattarsi alla vita moderna a scuola, spesso scontrandosi con la sua più sofisticata compagna di classe Ursula. L'unica amica di Heidi è Ilsa che spesso difende Heidi ogni volta che è vittima di bullismo da parte di Ursula e delle sue compagne più snob.
Le truppe italiane arrivano alla scuola con una lettera del governatore e requisiscono l'edificio per usarlo come postazione militare. Tutte le ragazze vengono portate via dalle loro famiglie tranne quattro: Heidi, Ursula, Ilsa e Gudrun. Madame Hillary è felice di prendersi cura delle quattro giovani rimaste, ma il proprietario senza scrupoli dell'orfanotrofio cittadino, il signor Bonelli, preleva forzatamente le ragazze. Madame Hillary, che fa di tutto per non far lasciar loro la scuola, contando sul fatto che le famiglie sarebbero tornate a prenderle, è costretta ad arrendersi perché Bonelli ha l'appoggio del Governatore. Le quattro scoprono che l'orfanotrofio è un luogo fatiscente che utilizza il lavoro forzato dei bambini presenti per la produzione di sapone, facendoli vivere in maniera indegna. Heidi vuole scappare, ma Ursula insiste sul fatto che Madame Hillary verrà a riprenderle. Tuttavia, il suo tentativo di portare via le sue allieve dall'orfanotrofio viene bloccato da Bonelli che, oltre ad utilizzare il lavoro delle giovani, teme che queste possano andare a denunciare lo sfruttamento degli orfani. Heidi scopre attraverso un'altra orfana, Clarissa, che possono scappare attraverso lo fognature. Le quattro ragazze, Clarissa e un altro orfano di nome Giovanni, riescono a fuggire e per allontanarsi da Tivorno salgono facendo autostop su un carro che si dirige in campagna, fermandosi in una fattoria.
Il signor Bonelli li insegue ma riesce a catturare solo Giovanni. Le cinque ragazze scappano allora attraverso la foresta e si dirigono verso le montagne per valicarle, nonostante sia autunno e vi sia il rischio di forti bufere, e scendere in Svizzera per andare al sicuro dal vecchio dell'alpe. Durante la loro ascensione, incrociano brevemente un desolante scenario di guerra, passando vicino ai soldati che viaggiano a cavallo verso altri fronti. Madame Hillary viene a sapere dell'avvistamento delle ragazze proprio dai soldati e, sapendo che Heidi avrebbe condotto le ragazze da suo nonno, decide di fargli recapitare un telegramma e grazie alla concessione di un salvacondotto si reca lei stessa alla baita al di là delle montagne. Il nonno viene a sapere della traversata alpina delle giovani e dirigendosi da Peter in un accampamento militare delle guide alpine locali, gli chiede di trovarle e portarle in salvo in Svizzera.
Le ragazze attraversano le cime alpine e vengono trovate da Peter, che ha portato loro del cibo, in una grotta nella quale si sono rifugiate per riposare e non avere a patire il freddo. Le lascia la mattina dopo per prendere una slitta per ricondurle a valle ma, mentre è via, il signor Bonelli, che ha seguito le giovani, le raggiunge: per proteggere i suoi segreti riguardanti il lavoro minorile nell'orfanotrofio, intende fingere un incidente in cui tutte le ragazze muoiono precipitando dalle vette. Heidi, che vede sopraggiungere Peter, lo chiama e arriva in tempo per salvarle; Il signor Bonelli dopo una colluttazione col giovane cade dalla montagna e muore.
Il gruppo valica Alpi e ghiacciai, Heidi si riunisce con il nonno e le ragazze della Brookings School si ritrovano con Madame Hillary che è giunta in tutta sicurezza in Svizzera e si trova dal nonno. La comitiva trascorre sana e salva una serena notte di Natale davanti all'albero addobbato. Clarissa viene adottata dal nonno, l'orfanotrofio del signor Bonelli viene chiuso, ma la guerra è ancora aperta. Peter fa sapere che deve ritornare al fronte, ma promette a Heidi di tornare.

## Produzione

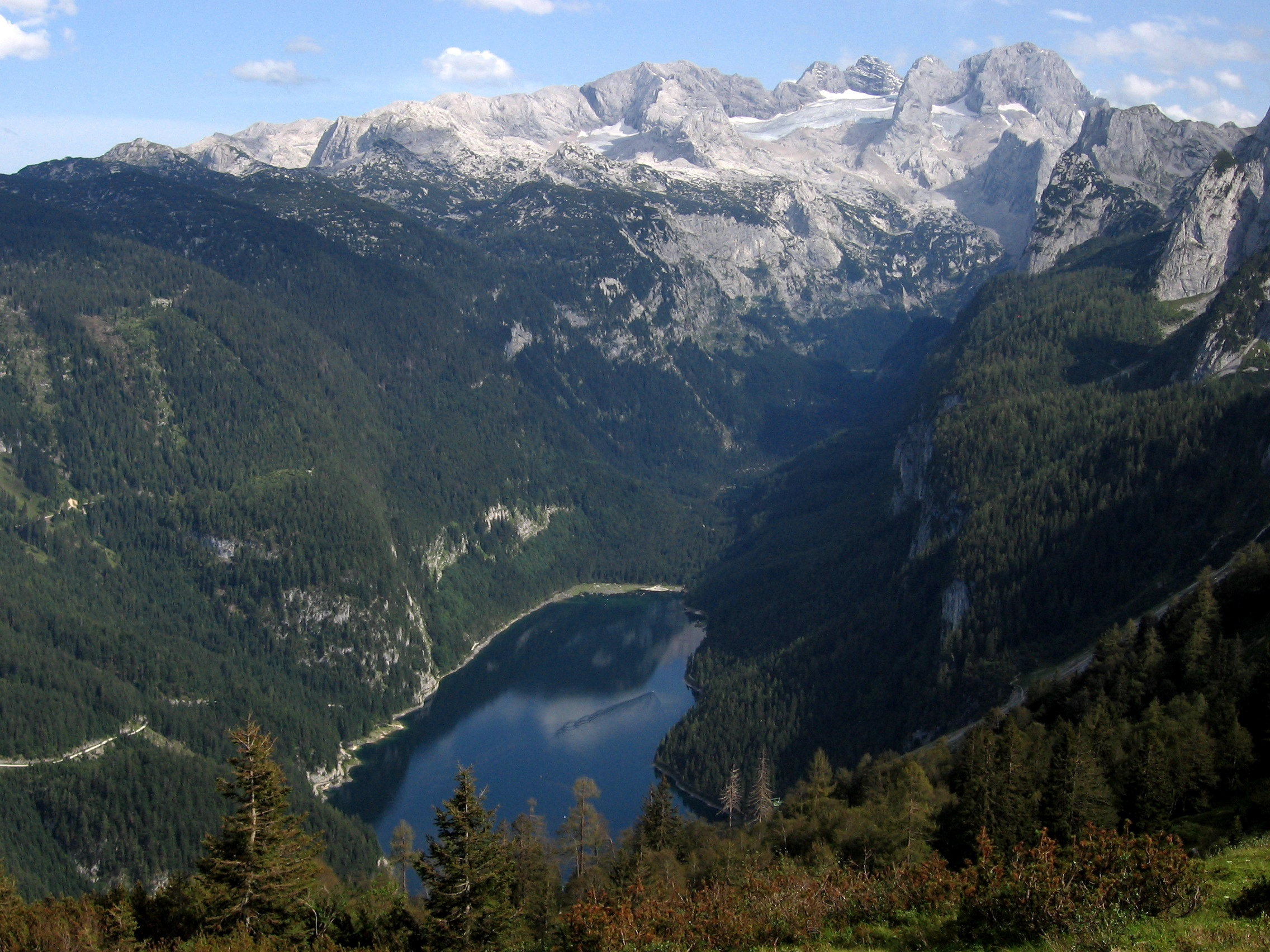
Il massiccio del Dachstein e il lago Vorderer Gosausee

Le riprese principali sono iniziate nell'ottobre 1988 e sono terminate un mese e mezzo dopo, all'inizio di dicembre.
Secondo le note dello studio della biblioteca AMPAS, le scene di montagna sono state girate in Austria, in Stiria, e sulle Alpi Marittime oltre Nizza. Quelle riferite all'attraversamento delle Alpi, furono riprese sul ghiacciaio dell'Hoher Dachstein. La baita del nonno e il piccolo paese di Dorfli furono costruiti ex novo.
Le scene italiane sono state girate a Nizza, in Francia, inclusa la sua stazione ferroviaria Gare du Sud. La troupe ha costruito l'orfanotrofio del signor Bonelli presso i Victorine Studios di Nizza. Le auto d'epoca, per un valore di oltre un milione di dollari, furono fornite dal Musee d'Automobiles di Nizza.
La quattordicenne attrice britannica Juliet Caton, che interpretava Heidi, è stata scelta tra 4.000 attrici europee e americane.